# Thời thanh niên sôi nổi
Bài ca thời thanh niên sôi nổi (tiếng Nga: «Песня о тревожной молодости», đã Latinh hoá: Pesnya o trevozhnoj molodosti), còn được gọi là bài hát "Dù tuyết rơi gió nổi, dù những vì sao bay giữa trời đêm..." (tiếng Nga: «И снег, и ветер, и звёзд ночной полёт...»), là một ca khúc Liên Xô nổi tiếng được viết vào năm 1958 bởi nhà soạn nhạc Alexandra Pahmutova và nhà thơ Lev Oshanin cho bộ phim của Fyodor Filippov, "Ở phía bên kia" (tiếng Nga: По ту сторону). Bộ phim có nội dung dựa trên cuốn tiểu thuyết cùng tên của Victor Kin, nói về cuộc sống khó khăn của các đoàn viên Komsomol của Liên Xô trong những năm 1920. Ngoài Thời thanh niên sôi nổi, Pakhmutova còn viết thêm bốn phiên bản nhạc dựa trên những câu thơ của Oshanin và một số bản giao hưởng. Bài hát đã trở thành một ca khúc không chính thức của Bộ Tình trạng khẩn cấp Nga sau khi cơ quan này được thành lập vào năm 1994, với bộ trưởng đầu tiên là Sergey Shoigu.

## Lịch sử
Theo hồi ức của nhạc sĩ Alexandra Pakhmutova, trong quá trình quay phim, nhà thơ Lev Oshanin đã phác thảo phần thơ cho bài hát trước. Sau đó, Alexandra Nikolaevna mới soạn phần nhạc cho ca khúc. Tuy nhiên ở các bản phác thảo, các ca từ hầu như không phù hợp với âm nhạc của nhà soạn nhạc: năm lần thử kết hợp chúng thành một tổng thể đều không thành công. Sau đó, Lev Oshanin bỏ qua các lời thơ cũ và tạo ra phần lời mới thơ mới hoàn toàn. Trong quá trình ghi hình tại trường quay, nhà soạn nhạc chỉ chấp nhận phiên bản thứ 17 của tác phẩm.
Theo lời của nhà soạn nhạc Liên Xô Dmitry Kabalevsky, bài hát đã vẽ một bức chân dung tập thể đặc biệt của tuổi trẻ chúng ta, những công dân tốt nhất, một bức chân dung được vẽ bằng những tông màu lãng mạn, quyến rũ .
Nhà thơ người Nga Yuri Kublanovsky kể lại rằng vào đêm trước ngày 4 tháng 10 năm 1993, khi tòa nhà Xô viết Tối cao Nga cháy, trong ánh sáng của ngọn lửa, ai đó đã hát những bài hát của Liên Xô ("dù tuyết rơi gió nổi, dù những vì sao bay trong trời đêm...")..
Vào ngày 19 tháng 11 năm 2001, tại buổi hòa nhạc ở St. Petersburg, bài hát được ban nhạc Rammstein thể hiện để tưởng nhớ nhạc sĩ Alyosha Romp, người đã chết một năm trước đó.
Vào năm 2014, theo sáng kiến của nhạc trưởng Valery Khalilov, lần đầu tiên, bài hát đã được diễn tấu trong phần diễu binh trong Cuộc diễu hành Chiến thắng trên Quảng trường Đỏ .

## Trong điện ảnh
- Ở phía bên kia... bài hát được hát bởi những anh hùng trên tàu và trong cảnh cuối của bộ phim, và được sử dụng làm chủ đề âm nhạc trong suốt bộ phim.
- Ngày xửa ngày xưa, có một ông già với một bà cụ già - bài hát yêu thích của ông già.
- "Thiên thần cách mạng" - được hát trong cảnh cuối của bộ phim.
- "Công viên Luna" - được sử dụng nhiều lần trong phim.

## Tại Việt Nam
Đối với người Việt Nam, phiên bản lời Việt phổ biến nhất có tên "Thời thanh niên sôi nổi" do nhạc sĩ Phạm Tuyên viết lời Việt.